# شهرستان جینگ‌یو
شهرستان جینگ‌یو (به چینی: 靖宇县) یک شهرستان در استان جی‌لین چین است که در تابعیه شهر بای‌شان قرار دارد.
شهرستان جینگ‌یو ۳٬۰۸۴٫۲۱ کیلومتر مربع مساحت و ۱۰۸٬۴۷۸ نفر جمعیت دارد و ۵۴۹٫۲ متر بالاتر از سطح دریا واقع شده‌است.
تا پیش از فوریه سال ۱۹۴۶ میلادی، نام این شهرستان، شهرستان منگ‌جیانگ (به چینی، نوشتهٔ ساده: 蒙江县، نوشتهٔ سنتی: 蒙江縣) بوده. پس از فتح نهایی مناطق شمال‌شرقی چین به دست حزب کمونیست چین در سال ۱۹۴۶ میلادی، نام این شهرستان برای ارج نهادن به یکی از فرماندهان قوای چریکی کمونیست ضد ژاپنی شمال‌شرقی، «یانگ جینگ‌یو»، از تبار مردم هوئی مسلمان، که در حوالی این منطقه در یکی از مبارزه‌های ضد قوای اشغالگر ژاپنی کشته شد، به «شهرستان جینگ‌یو» تغییر یافت.

## تقسیمات اداری
شهرستان جینگ‌یو به ۷ شهرک و ۱ قصبه تابعه تقسیم شده است. 
- شهرک جینگ‌شان (景山镇، Jǐngshān zhèn)
- شهرک جینگ‌یو (靖宇镇، Jìngyǔ zhèn)
- شهرک چی‌سونگ (赤松镇، Chìsōng zhèn)
- شهرک سان‌داوهو (三道湖镇، Sāndàohú zhèn)
- شهرک لونگ‌چوان (龙泉镇، Lóngquán zhèn)
- شهرک نارهونگ (那尔轰镇، Nàěrhōng zhèn)
- شهرک هوایوان‌کوو (花园口镇، Huāyuánkǒu zhèn)

- قصبه منگ‌جیانگ (濛江乡، Méngjiāng xiāng)